# Gemena
Gemena är en stad i Kongo-Kinshasa. Den är huvudstad i provinsen Sud-Ubangi, i den nordvästra delen av landet, 1 000 km nordost om huvudstaden Kinshasa.